# مداجر (الجوف)
مداجر هي إحدى قرى الجمهورية اليمنية. تتبع جغرافيا لمحافظة الجوف و إداريًا لمديرية رجوزه. يبلغ تعداد سكانها 5495 نسمة حسب الإحصاء الذي أجري عام 2004.